# 百貫島 (愛媛県)
百貫島（ひゃっかんじま）は、芸予諸島の上島諸島における島の一つで、愛媛県の最北端にあたる。上島諸島に属し、弓削島の東北東約4kmにある無人島である。

## 概要
行政区域はかつて弓削町、のち現在では上島町に属する。現在では無人島だが、かつては百貫島灯台に勤務する職員が居住していたため、有人島だった時期がある。
「百貫島」の名は、その昔銭百貫で売買されたところから名づけられたとされている。
明治期に百貫島灯台が建設され、その光は向島を超えて尾道まで届いたと志賀直哉の『暗夜行路』に表現されている。

## 百貫島灯台
百貫島灯台は1894年（明治27年）5月15日初点灯の保存灯台である。石造りの白塔形。灯質は単閃白光（毎10秒に1閃光）。灯高は75mで、塔高は9.3m。航路標識番号は4462 [M5728]である。